# Mondaí
Mondaí is een gemeente in de Braziliaanse deelstaat Santa Catarina. De gemeente telt 9.515 inwoners (schatting 2009).

## Aangrenzende gemeenten
De gemeente grenst aan Caibi, Iporã do Oeste, Itapiranga, Riqueza, São João do Oeste, Caiçara (RS) en Vicente Dutra (RS).